# Юхаматті Аалтонен
Юхаматті Аалтонен (фін. Juhamatti Aaltonen; 4 червня 1985, м. Ій, Фінляндія) — фінський хокеїст, правий нападник. Виступає за «Йокеріт» (Гельсінкі) у Континентальній хокейній лізі.
Вихованець хокейної школи «Кярпят» (Оулу). Виступав за «Кярпят» (Оулу), «Пеліканс» (Лахті), «Металург» (Магнітогорськ), «Регле» (Енгельгольм).
В чемпіонатах Фінляндії — 308 матчі (84+111), у плей-оф — 65 матчів (15+19). В чемпіонатах Швеції — 42 матчі (12+19), у плей-оф — 10 матчів (3+2).
У складі національної збірної Фінляндії учасник зимових Олімпійських ігор 2014 (4 матчів, 1+0); учасник чемпіонатів світу 2010, 2011, 2013 і 2015 (34 матчі, 7+14). У складі юніорської збірної Фінляндії учасник чемпіонату світу 2003.
Досягнення
- Бронзовий призер зимових Олімпійських ігор (2014)
- Чемпіон світу (2011)
- Чемпіон Фінляндії (2005, 2007, 2008, 2014), срібний призер (2009), бронзовий призер (2006).

Нагороди
- Нагорода Ярі Куррі (2014)